# 绿灯侠：翡翠骑士
《绿光戰警：翡翠骑士》是一部讲述多个以绿光军团成员（包括阿宾·苏、莱拉、基洛沃格与摩高）为主要角色的故事的动画电影这部电影发行于2011年6月7日。此片并不是前一部电影《首次飞行》的直接续集(反而比較像是2011年的真人電影的後續故事)，然而与前一部电影的角色设计是完全相同的，此片包含了一个有奇普小片段，它在前一部电影中是有配音的。
此片是在DC宇宙动画原创电影旗下的第十一部电影，也是继《蝙蝠侠：哥谭骑士》之后第二步主要采取多段式電影样式进行的DC动画电影。不过不像《蝙蝠侠：高谭骑士》，本片主要展现的是单一统一的动画风格和整体连贯的故事。

## 情节
绿光戰警的根據地欧亞星的恆星正在变成克罗纳进入该世界的大门，克罗纳是一个邪恶的反物质外星暴君，曾意图毁灭所有生命。
作为预防性措施，宇宙的守护者决定撤离欧亞上所有贵重物品（如中央电池）。
在中央电池被撤离之前，绿光军团排队以给戒指充电，新兵阿瑞希亚·拉布与哈尔·乔丹交谈并表示作为最新一名绿灯侠非常缺乏自信心。
作为回应，哈尔·乔丹告诉了她首位绿光戰警的故事：

### 首位綠光戰警
阿弗拉是一名为宇宙的守护者做记录的抄写员，尽管没有任何作为战士的技能，但他被最初的四只能量戒指中的一只选中。
阿弗拉与其他的三名最初的绿光戰警被派遣去阻止一个处于战争中的外星民族。
四个绿光戰警中的一个阵亡并即将失败，阿弗拉运用他作写作者时的意志力与想象力继续迎战。
他从他的戒指中制造出了首个结构物——是一把剑——用它大规模地消灭了外星战舰。
在阿弗拉的领导下，其他两名绿光戰警也从他们的能量戒指中制造出了几种形状的结构以赢得战争。
多亏阿弗拉，战争最终胜利并从此发现了可以从能量戒指中形成结构物的能力。
阿弗拉在逐渐扩军的绿光军团中建立起了威望，在他死后，他的戒指一代代流传下去，最后变成阿宾·苏的，后来又变成哈尔·乔丹的。
在介绍完阿弗拉后，回到位于中央电池的故事主线之中，哈尔与阿瑞希亚见到了基洛沃格，他是绿光军团的首席训练师。
他将阿瑞希亚称作新兵另她不快，而且提醒她仍在新兵营阶段。
哈尔告诉阿瑞希亚不必惧怕基洛沃格并讲述了一段基洛沃格他的训练师的故事。

### 基洛沃格
迪根中士为训练刚为新兵的基洛沃格等人，将他们的戒指摘下并将它们置于危险境地。
基洛沃格对抗迪根并指责他采用这种不顾危险的训练方式而无视受训者的生命。
迪根中士接到上级命令，叫他与新兵们一起去附近一个正受攻击的行星。
在与其他新兵们离开前，迪根故意将基洛沃格的戒指丢在地上。
在战争中，迪根中士命令新兵们保护难民而他自己与侵略者战斗。
当基洛沃格赶上时，迪根中士受到致命伤。
基洛沃格摧毁了敌军武装并去迪根那边。
迪根告诉基洛沃格他从不会让他的新兵们死去且在他们训练中尽力做到最好。
临死前，迪根将团队的指揮权交给了基洛沃格，基洛沃格接过并完成了任务。
哈尔与阿瑞希亚抵达一个恒星边界巡逻处并等候克罗纳的回归。
阿瑞希亚遇见了一个名叫莱拉的绿光戰警，哈尔讲述了她的故事。

### 莱拉
萊拉是昔日黃金龍的公主，後被派遣前往她的家鄉去處理對於她的子民無緣無故攻擊其他國家的指控。
父親的情婦和弟弟想阻攔她，而萊拉則對他們速戰速決，但當她對上自己的父親時，她悲痛的得知近期的戰爭罪行，竟是因父親決定而致。
因為萊拉的能量戒指，曾經選擇的是身為父親的他而不是他女兒萊拉，他便因此而惱羞成怒。
不過，萊拉最終還是戰勝了她的父親，而她父親最後也承認她已經真正長大成人了，最後萊拉的父親決定以切腹自盡的方式來維護自己的尊嚴。
故事场景回到欧亞星的恒星边界巡逻站，所有绿光戰警被召回以静候克罗纳的回归。
注意到唯一缺席的是绿光戰警摩高。
哈尔向阿瑞希亚解释谁是摩高且为什么他不出现在此的原因。

### 摩高不与人往來
不屈不挠的布方賈不断地找所有宇宙中最强大的武士们格斗并消灭他们，而一次他被告知：他永远无法击败绿光戰警摩高。
布方賈的电脑里并未含有关于摩高的信息却漫无目的地在一个神秘的绿色星球上搜寻摩高的下落。
在那里，博方嘎花了几周时间寻找摩高的能量标记但却连一个绿光戰警的影子都找不着。
为了将摩高逼出来，布方賈将安放在整个行星各处的炸药引爆，然而当他看到行星把所有的炸弹都给熄灭时他被震惊了，摩高以整个行星的形式显现出来。
在欧亞的恒星那里，哈尔与阿瑞希亚被克罗纳的影子恶魔攻击，她被辛尼斯特罗营救起来。
辛尼斯特罗接下来向她讲述了欧亞将会被毁灭的预言并讲述了阿宾·苏的故事以及绿光戰警对此命运的看法。

### 阿宾·苏
当时，哈尔·乔丹的前任绿光戰警阿宾·苏与一个名叫阿托希塔斯会说黑暗预言的外星罪犯交战。
在辛尼斯特罗的援助下，阿宾·苏抓住了这个外星人。
辛尼斯特罗与阿宾·苏交流了关于阿托希塔斯所说预言的警告，然而辛尼斯特罗坚持表示他不信命运。
在相分开后，阿宾·苏将这个罪犯带到一个监狱行星上，在那里阿托希塔斯又向阿宾·苏说他将很快面临死亡的事情。
他又警告阿宾，辛尼斯特罗起来反抗绿光军团并组建他自己的建立在恐惧力量上的色光军团。
然而阿宾·苏拒绝相信他的朋友会背叛自己的绿光戰警使命。

### 翡翠骑士
最终，克罗纳从欧亞的恒星之中出来。
所有绿光戰警都奋力打击蜂拥而至的影子恶魔克罗纳，它是一个从恒星之中升起的巨大形象。
许多绿光戰警都牺牲于战场，剩下的绿光戰警都向后撤退。
此时阿瑞希亚想出了一个计划：如果克罗纳是由反物质构成，那么一个等量或更大质量的物质就可以与其接触而达到消灭他的目的。
绿光戰警们都退后到欧亞星处，并将它朝克罗纳的方向推去。
克罗纳命令影子恶魔将行星退回去，军团发现他们正一面受到袭击一面救助伤员。
然而，活行星摩高到来并用他自身质量和绿光能量来帮助它的同伴们。
欧亞星与克罗纳被迫撞向恒星，两者都粉身碎骨了。
欧亞被毁灭的预言实现了，但是克罗纳被打败而军团得救获胜。
在重建新的欧亞之前，摩高自愿效力作为军团的临时基地。
因她的英勇多谋，阿瑞希亚被正式载入欧阿之書中以资鼓励，但是她仍须要到基洛沃格的训练计划那里报到。

## 角色
- 内森·菲利安配音哈尔·乔丹
- 贾森·艾萨克斯配音聖納托
- 伊丽莎白·莫斯配音阿瑞希亚·拉布[7]
- 亨利·罗林斯配音基洛沃格[8]
- 阿诺德·沃斯洛配音阿宾·苏
- 胡凯莉配音莱拉
- 托尼·阿门多拉配音肯托、阿帕·阿里·阿普撒 （非在编）
- 史蒂文·勃鲁姆配音科罗巴·伍德、帕拉夸（非在编）兰纳卡 （非在编）、G'Hu（非在编）、额外配音
- 格雷·德莱尔配音瑞昱、阿达基安·特劳儿（非在编）、布迪卡 （非在编）
- 迈克尔·杰克逊配音甘瑟特
- 彼得·杰索普配音萨拉克
- 大卫·考夫曼配音鲁本
- 苏尼尔·马尔霍特拉配音博方加的战舰
- 罗迪·派珀配音布方賈
- 安德里亚·诺曼诺配音阿宾·苏的戒指、迪根的戒指（非在编）
- 简·辛格配音瓦赫特
- 詹姆士·阿诺德·泰勒配音托玛-莱
- 布鲁斯·托马斯配音阿托希塔斯
- 米切尔·惠特菲尔德配音阿弗拉
- 韦德·威廉斯配音迪根
- 杨时贤配音布卢
- 布鲁斯·蒂姆配音加刘斯·泽德（非在编）

## 评价
此影片获得了从毁誉参半到正面的多种评价。IGN的乔伊·埃斯波西托对影片的视觉、配音以及动作连贯性做了赞赏，但是批评此片故事情节以及人物设定比较浅薄。埃斯波西托称感到很难感受到角色的内心交流，但是声称《翡翠骑士》是绿灯侠漫画系列铁杆粉丝所看过的最棒的一部。在DVD Talk的评论中，杰米·里奇同样赞许了动画与动作的连贯性，但批评了电影的故事情节。里奇也称尤其将此片推荐给“铁杆绿灯粉丝”。另一方面，《Newsarama》的艾伦·基斯特勒称这部电影是：“纯粹的所有绿灯侠粉丝都该欣赏的一部故事片，同样也适合于对漫画一无所知而想去学习的人们”。《华盛顿时报》的约瑟夫·斯扎德科夫斯基赞许了在制作电影时所作的设计决策，而且特别称莱拉和她父亲的战斗时的打斗场面是他曾见过最好的动画白刃战之一。